# Ornithomiminae
De Ornithomiminae zijn een groep van theropode dinosauriërs die behoren tot de Ornithomimosauria.
In 1890 creëerde Othniel Charles Marsh impliciet een onderfamilie Ornithomiminae toen hij de Ornithomimidae benoemde. De eerste die de naam echt gebruikte was baron Franz Nopcsa.
De eerste definitie als klade was van Paul Sereno in 1998: de groep omvattende Ornithomimus en alle soorten nauwer verwant aan Ornithomimus dan aan Pelicanimimus of Harpymimus. Toen Sereno deze definitie opstelde gebruikte hij een Ornithomimidae-concept dat zeer ruim was; in 2005 verengde hij dat zozeer dat zijn Ornithomiminae ongeveer dezelfde inhoud had; dat laatste concept verliet hij daarom. De naam kan dus voorlopig slechts informeel gebruikt worden voor die soorten die nauw aan Ornithomimus verwant zijn.